# Matúš Bubeník
Matúš Bubeník (ur. 14 listopada 1989 w Hodonínie) – słowacki lekkoatleta, skoczek wzwyż.
Zawodnik klubu ŠG Stavbár Nitra, wychowanek AK Junior Holíč.

## Osiągnięcia
| Rok  | Impreza                                | Miejsce        | Lokata            | Wynik |
| ---- | -------------------------------------- | -------------- | ----------------- | ----- |
| 2011 | II liga drużynowych mistrzostw Europy  | Nowy Sad       | 4. miejsce        | 2,14  |
| 2011 | Młodzieżowe mistrzostwa Europy         | Ostrawa        | 8. miejsce        | 2,18  |
| 2013 | Halowe mistrzostwa Europy              | Göteborg       | el. – 18. miejsce | 2,18  |
| 2014 | Mistrzostwa Europy                     | Zurych         | el. – 18. miejsce | 2,19  |
| 2015 | Halowe mistrzostwa Europy              | Praga          | el. – 9. miejsce  | 2,24  |
| 2015 | III liga drużynowych mistrzostw Europy | Baku           | 1. miejsce        | 2,26  |
| 2015 | Uniwersjada                            | Gwangju        | 2. miejsce        | 2,28  |
| 2015 | Mistrzostwa świata                     | Pekin          | el. – 37. miejsce | 2,17  |
| 2016 | Mistrzostwa Europy                     | Amsterdam      | el. – 15. miejsce | 2,23  |
| 2016 | Igrzyska olimpijskie                   | Rio de Janeiro | el. – 35. miejsce | 2,17  |
| 2017 | Halowe mistrzostwa Europy              | Belgrad        | 5. miejsce        | 2,27  |
| 2017 | II liga drużynowych mistrzostw Europy  | Tel Awiw       | 2. miejsce        | 2,19  |
| 2018 | Mistrzostwa Europy                     | Berlin         | el. – 20. miejsce | 2,16  |
| 2019 | Halowe mistrzostwa Europy              | Glasgow        | el. – 10. miejsce | 2,25  |

Złoty medalista (w drużynie) igrzysk europejskich (2015) – indywidualnie zwyciężył w skoku wzwyż z wynikiem 2,26 m.
Wielokrotny medalista mistrzostw kraju.

## Rekordy życiowe
- Skok wzwyż (stadion) – 2,29 (2015)
- Skok wzwyż (hala) – 2,31 (2015)